# Mirambeau (Alto Garona)
Mirambeau (em occitano:  Mirambèu) é uma comuna francesa na região administrativa da Occitânia, no departamento do Alto Garona. Estende-se por uma área de 3.96 km², com 61 habitantes, segundo o censo de 2018, com uma densidade de 15 hab/km².